# Christoph Scriba
Christoph J. Scriba (* 6. Oktober 1929 in Darmstadt; † 26. Juli 2013 in Hamburg) war ein deutscher Historiker der Mathematik.

## Leben und Wirken
Scriba wurde 1957 an der Justus-Liebig-Universität Gießen über James Gregory´s frühe Schriften zur Infinitesimalrechnung promoviert. Danach lehrte er an der University of Kentucky, der University of Massachusetts und 1959 bis 1962 an der Universität Toronto. Bei einem Forschungsaufenthalt in Oxford untersuchte er den Nachlass von John Wallis, über den er 1966 in Hamburg bei Joseph Ehrenfried Hofmann und Bernhard Sticker habilitiert wurde (Studien zur Mathematik des John Wallis). Ab 1969 war er Inhaber des neu gegründeten Lehrstuhls für Geschichte der exakten Wissenschaften und der Technik an der TU Berlin. Von 1975 bis zu seiner Emeritierung 1995 war er Professor für Geschichte der Naturwissenschaft und Mathematik an der Universität Hamburg und Leiter des dortigen Instituts. Seine Nachfolgerin dort war Karin Reich.
Scriba war im Executive Comitee des ICHM (International Commission on the History of Mathematics) und 1977 bis 1985 ihr Vorsitzender. Er war Mitglied der Jungius-Gesellschaft in Hamburg, der Leopoldina (seit 1972), der Académie Internationale d´Histoire des Sciences, der Braunschweigischen Wissenschaftlichen Gesellschaft (seit 1988 als korrespondierendes Mitglied) und seit 1995 der Göttinger Akademie der Wissenschaften. 1993 erhielt er den Kenneth-O.-May-Preis der ICHM.
Zu seinen Doktoranden zählt Eberhard Knobloch.

## Schriften (Auswahl)
- Studien zur Mathematik des John Wallis (1616–1703). Winkelteilungen, Kombinationslehre und zahlentheoretische Probleme. Im Anhang die Bücher und Handschriften von Wallis. Steiner, Wiesbaden 1966 (Zugleich: Hamburg, Universität, Habilitations-Schrift, 1966).
- The Concept of Number. A chapter in the history of mathematics, with applications of interest to teachers (= BI-Hochschulskripten 825/825a, ZDB-ID 973602-5). With the assistance of M. E. Dormer Ellis. Bibliografisches Institut, Mannheim u. a. 1968.
- die Artikel über die Mathematiker in: Fritz Krafft (Hrsg.): Große Naturwissenschaftler. Biographisches Lexikon. 2. Auflage, VDI, Düsseldorf 1986.
- als Hrsg.: Joseph Ehrenfried Hofmann: Ausgewählte Schriften (zur Geschichte der Mathematik). Georg Olms 1990.
- mit Eduard Seidler, Wieland Berg (Hrsg.): Die Elite der Nation im Dritten Reich – Das Verhältnis von Akademien und ihrem wissenschaftlichen Umfeld zum Nationalsozialismus (= Acta Historica Leopoldina 22). Leopoldina-Symposium vom 9.–11. Juni 1994 in Schweinfurt. Barth, Halle 1995, ISBN 3-335-00409-4.
- mit Peter Schreiber: 5000 Jahre Geometrie. Geschichte, Kulturen, Menschen. Springer, Berlin u. a. 2000, ISBN 3-540-67924-3.
- als Herausgeber mit Joseph W. Dauben: Writing the History of Mathematics. Its historical development (= Science networks, historical Studies. Bd. 27). Birkhäuser, Basel u. a. 2002, ISBN 3-7643-6167-0.
- als Herausgeber mit Philip Beeley: The Correspondence of John Wallis. 3 Bände. Oxford University Press, Oxford u. a. 2003–2012;
  - Band 1: 1641 – 1659. 2003, ISBN 0-19-851066-7;
  - Band 2: 1660 – September 1668. 2005, ISBN 0-19-856601-8;
  - Band 3: October 1668 – 1671. 2012, ISBN 978-0-19-856947-3.